# Bosnier in Österreich
Bosnier in Österreich sind Bürger in Österreich, deren Herkunft in Bosnien und Herzegowina liegt und als Bosnier bezeichnet werden, unabhängig davon welcher Religion oder Ethnie sie angehören. Die meisten Bosnier fühlen sich einer der drei großen ethnischen Gruppen – Bosniaken, Kroaten und Serben – zugehörig. Sie sprechen neben Deutsch meist Bosnisch/Kroatisch/Serbisch.

## Geschichte und Bevölkerungsanteil
Eine große Zahl von Bosniern kam bereits im frühen 20. Jahrhundert, und nachdem 1878 Bosnien Kondominium des Osmanischen Sultanats mit österreichisch-ungarischer Verwaltung wurde (Bosnien und Herzegowina/Bosna i Hercegovina), bis es 1908 formell annektiert wurde (siehe Kranker Mann am Bosporus und Bosnische Annexionskrise). Kaiser Franz Josef waren die Bosniaken politisch auch darum willkommen, weil es ein deutliches Zeichen an die anderen Volksgruppen in seinem zerfallenden Habsburgerreich sein sollte, dass andere ethnische Gruppen durchaus erfreut seien, im Vielvölkerstaat integriert zu werden. 1912 wurde dann auch das Islamgesetz erlassen, in dem die Religion offiziell anerkannt wurde. Im Ersten Weltkrieg gehörten die bosnischen Einheiten zu den österreichischen Elitetruppen und galten als die verlässlichsten Kaisertreuen (neben den altösterreichischen).

Die große Mehrheit der Bosnier emigrierte jedoch nach Österreich während und nach dem Bosnienkrieg der frühen 1990er.
Nach Angaben der Volkszählung von 2011 betrug die Gesamtzahl der bosnisch-herzegowinischen Staatsbürger in Österreich 88.100, wodurch sie einen Bevölkerungsanteil von rund ein Prozent stellen.

## Religion
Während die muslimischen Bosnier auch Bosniaken genannt werden (meist Sunniten), sind bosnische Kroaten häufig, zumindest formal römisch-katholischen Glaubens. Die bosnischen Serben sind zum allergrößten Teil serbisch-orthodoxe Christen.
Daneben gibt es auch einige Agnostiker, Atheisten und Juden.

## Bosnisch-österreichische Gemeinden
Die größten bosnischen Gemeinschaften in Österreich werden in Wien, Wels und Linz gezählt, gefolgt von Salzburg und Graz.